# Holden VT
Der Holden VT wurde in den Jahren 1997 bis 2000 von der australischen GM-Division Holden gefertigt. Es gab ihn als
- Modell Berlina,
- Modell Calais und
- Modell Commodore.